# Ciclismo nos Jogos Pan-Americanos de 2023 - Perseguição por equipes feminino
A prova de perseguição por equipes feminino do ciclismo nos Jogos Pan-Americanos de 2023 foi disputada em 24 e 25 de outubro de 2023 no Velódromo, em Peñalolén. Um total de 24 ciclistas de seis Comitês Olímpicos Nacionais (CON) participaram do evento.

## Calendário
Horário local (UTC−3).
| Data          | Hora  | Fase           |
| ------------- | ----- | -------------- |
| 24 de outubro | 10:05 | Qualificatória |
| 24 de outubro | 18:28 | Primeira fase  |
| 25 de outubro | 18:19 | Finais         |

## Medalhistas
|  | CAN Canadá                                           |  | MEX México                                                    |  | COL Colômbia                                            |
|  | Devaney Collier Fiona Majendie Kiara Lylyk Ruby West |  | Lizbeth Salazar María Gaxiola Victoria Velasco Yareli Acevedo |  | Andrea Alzate Lina Hernández Juliana Londoño Lina Rojas |

## Resultados

### Qualificatória
O tempo de cada equipe na qualificatória define as baterias da primeira fase.
| Pos. | CON                | Ciclistas                                                       | Tempo    | Notas |
| ---- | ------------------ | --------------------------------------------------------------- | -------- | ----- |
| 1    | CAN Canadá         | Devaney Collier Fiona Majendie Kiara Lylyk Ruby West            | 4:28.540 |       |
| 2    | MEX México         | Lizbeth Salazar María Gaxiola Victoria Velasco Yareli Acevedo   | 4:30.520 |       |
| 3    | COL Colômbia       | Andrea Alzate Lina Hernández Juliana Londoño Lina Rojas         | 4:32.900 |       |
| 4    | USA Estados Unidos | Chloe Patrick Colleen Gulick Olivia Cummins Shayna Powless      | 4:34.125 |       |
| 5    | CHI Chile          | Scarlet Cortés Camila García Catalina Soto Victoria Martínez    | 4:38.790 |       |
| 6    | VEN Venezuela      | Angie González Jalymar Rodríguez Verónica Abreu Wilmarys Moreno | 4:51.618 |       |

### Primeira fase
As vencedoras das baterias 2 e 3 avançam para a disputa da medalha de ouro. As duas equipes restantes, de acordo com o tempo e independente da bateria, avançam para a disputa da medalha de bronze.
Composição
- Bateria 1: 5º x 6º mais rápidas da qualificatória;
- Bateria 2: 2º x 3º mais rápidas da qualificatória;
- Bateria 3: 1º x 4º mais rápidas da qualificatória.

| Bateria | Pos. | CON                | Ciclistas                                                       | Tempo    | Notas |
| ------- | ---- | ------------------ | --------------------------------------------------------------- | -------- | ----- |
| 1       | 1    | CHI Chile          | Scarlet Cortés Camila García Catalina Soto Victoria Martínez    | 4.33.100 |       |
| 1       | 2    | VEN Venezuela      | Angie González Jalymar Rodríguez Verónica Abreu Wilmarys Moreno | 4:46.841 |       |
| 2       | 1    | MEX México         | Lizbeth Salazar María Gaxiola Victoria Velasco Yareli Acevedo   | 4:24.386 | QO    |
| 2       | 2    | COL Colômbia       | Andrea Alzate Lina Hernández Juliana Londoño Lina Rojas         | 4:27.512 | QB    |
| 3       | 1    | CAN Canadá         | Devaney Collier Fiona Majendie Kiara Lylyk Ruby West            | 4:22.246 | QO    |
| 3       | 2    | USA Estados Unidos | Chloe Patrick Colleen Gulick Olivia Cummins Shayna Powless      | 4:26.425 | QB    |

### Finais
As vencedoras de cada disputa conquistam as respectivas medalhas.
| Pos.                | CON                | Ciclistas                                                     | Tempo    | Notas |
| ------------------- | ------------------ | ------------------------------------------------------------- | -------- | ----- |
| Disputa pelo ouro   |                    |                                                               |          |       |
| Medalha de ouro     | CAN Canadá         | Devaney Collier Fiona Majendie Ruby West Kiara Lylyk          |          |       |
| Medalha de prata    | MEX México         | Lizbeth Salazar María Gaxiola Yareli Acevedo Victoria Velasco | OVL      |       |
| Disputa pelo bronze |                    |                                                               |          |       |
| Medalha de bronze   | COL Colômbia       | Andrea Alzate Lina Hernández Juliana Londoño Lina Rojas       | 4:24.964 |       |
| 4                   | USA Estados Unidos | Chloe Patrick Colleen Gulick Olivia Cummins Shayna Powless    | 4:27.139 |       |